# Kraftwerke an der Drau

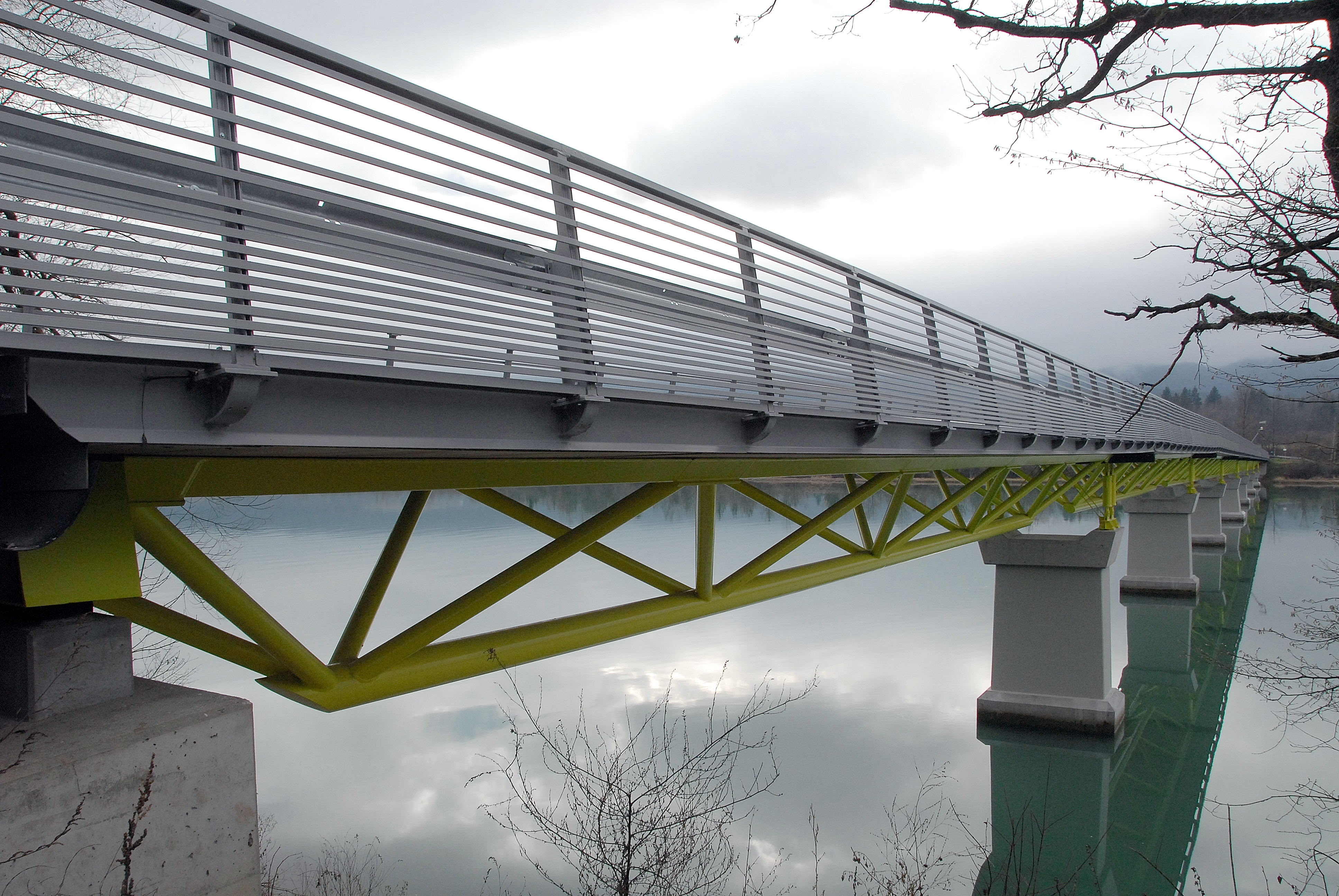
Draubrücke bei Selkach/Gemeinde Ludmannsdorf

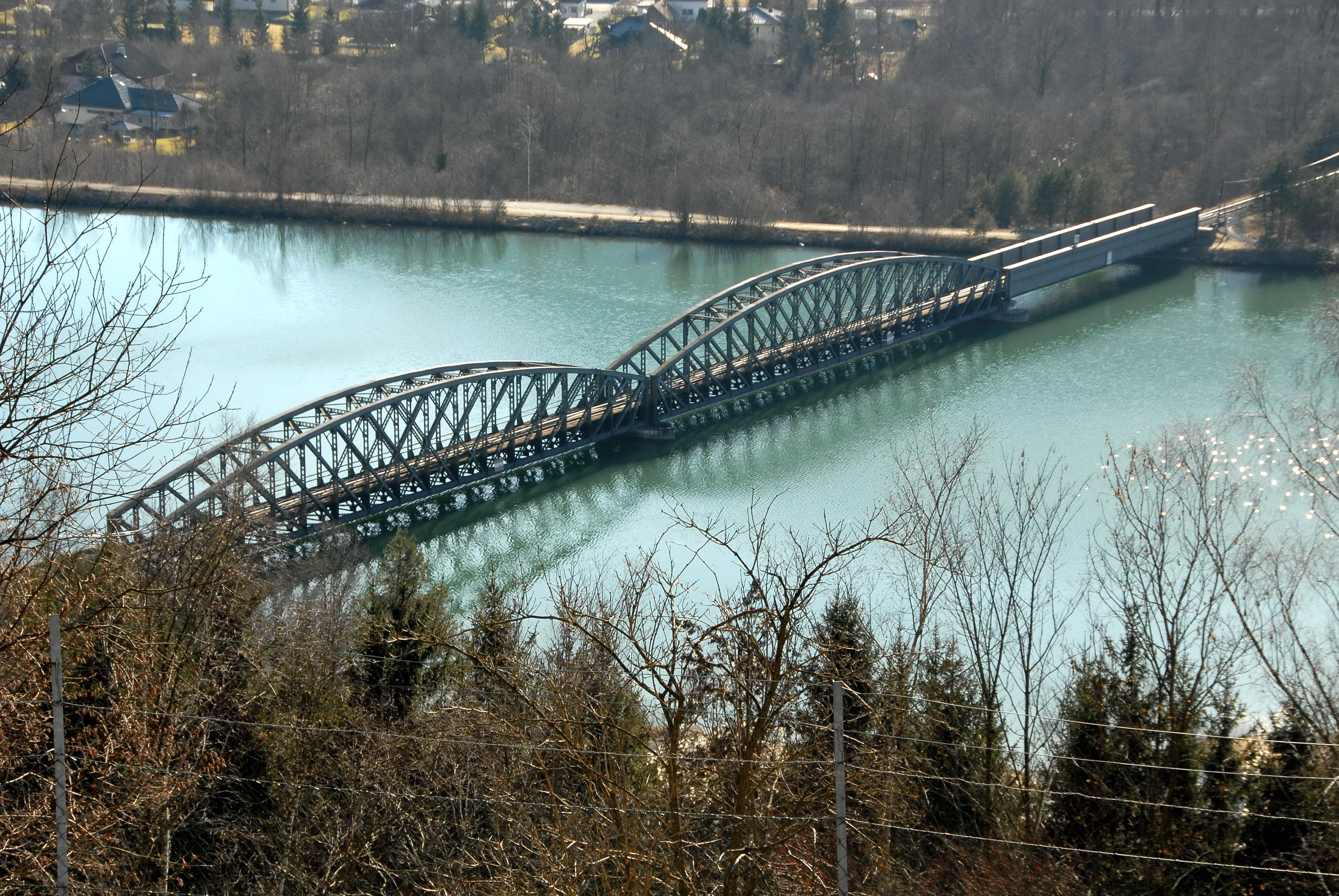
Eisenbahnbrücke über den Ferlacher Stausee bei Strau, Stadtgemeinde Ferlach

Die Drau ist von Paternion flussabwärts bis nach Donja Dubrava (Gespanschaft Međimurje) fast durchgehend energietechnisch genutzt.

## Österreich
Das oberste Draukraftwerk ist das KW Amlach in Osttirol.
In Kärnten wurde in den Jahren 1939 bis 1943 in Schwabegg das in Österreich erste Kraftwerk an der Drau erbaut. Das damals von der Alpenelektrowerke AG erbaute Kraftwerk ist wie auch seine Nachfolger ein Lauf-/Schwellkraftwerk und verfügt über drei Kaplanturbinen mit vertikaler Welle.
Es folgte dann das Kraftwerk Lavamünd in den Jahren 1942 bis 1949, welches als erstes an der Drau in Pfeilerbauweise ausgeführt wurde. Der weitere Ausbau fand in den Jahren 1959 bis 1962 mit dem Kraftwerk Edling, 1965 bis 1968 mit Feistritz-Ludmannsdorf, 1971 bis 1975 mit Ferlach-Maria Rain, 1970 bis 1974 mit Rosegg-St. Jakob, 1976 bis 1981 mit Annabrücke, 1981 bis 1984 mit Villach, 1982 bis 1985 mit Kellerberg und schließlich von 1985 bis 1988 mit dem Kraftwerk Paternion statt.

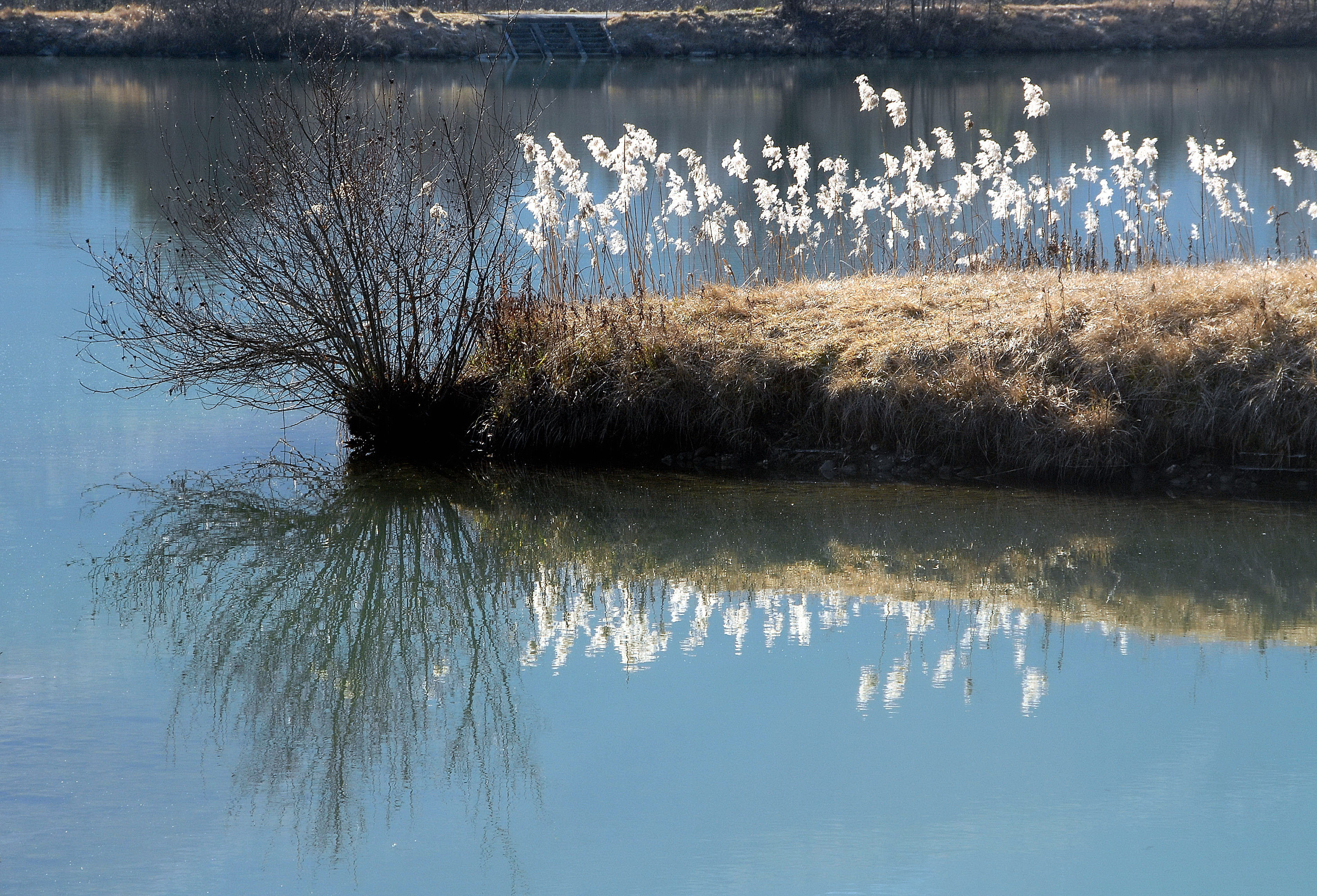
Schilfbestandene Landzunge am Ferlacher Drau-Stausee unter der Hollenburg, Gemeinde Köttmannsdorf

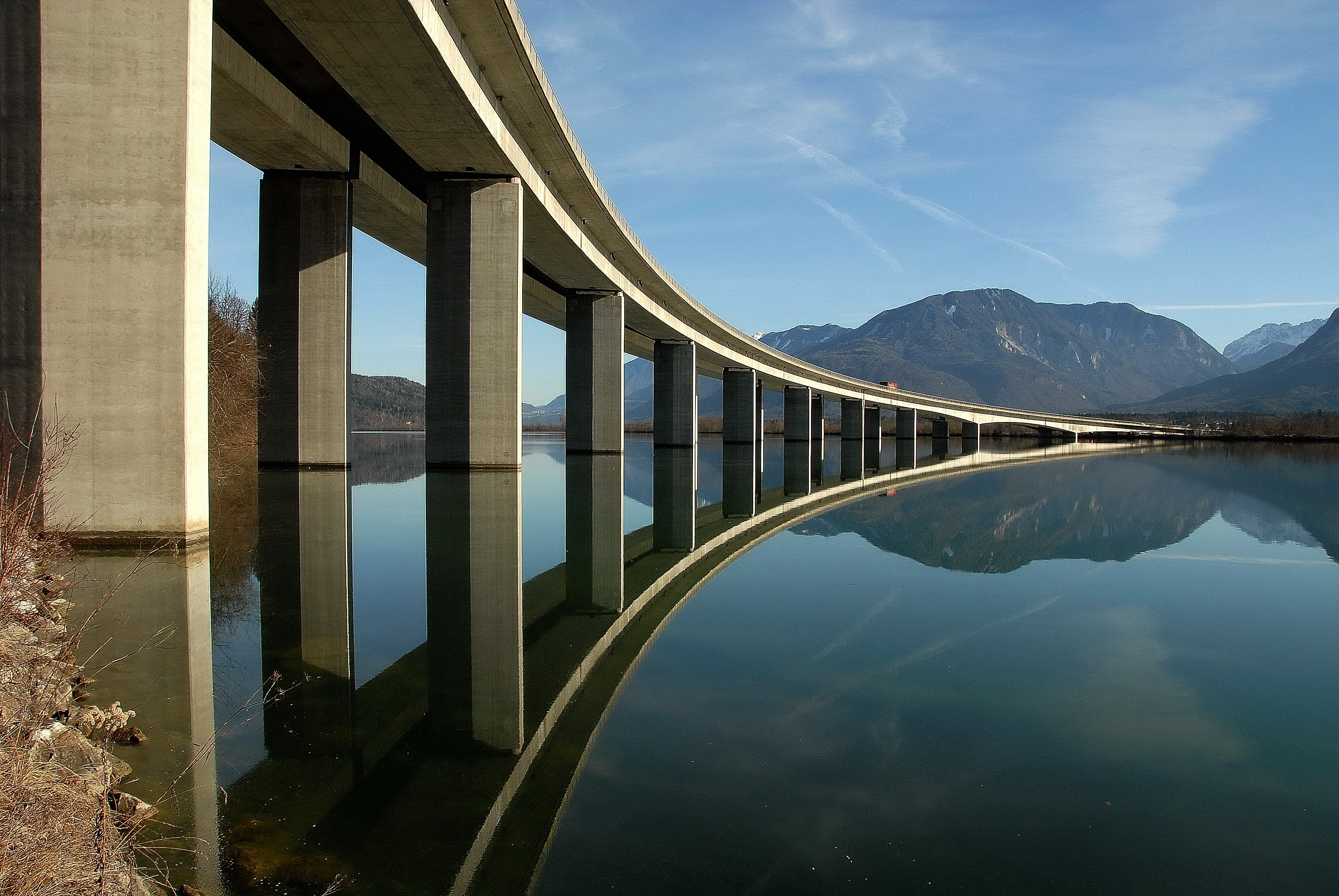
Brücke der Loiblpass Straße über den Ferlacher Stausee, im Hintergrund der Matzenberg

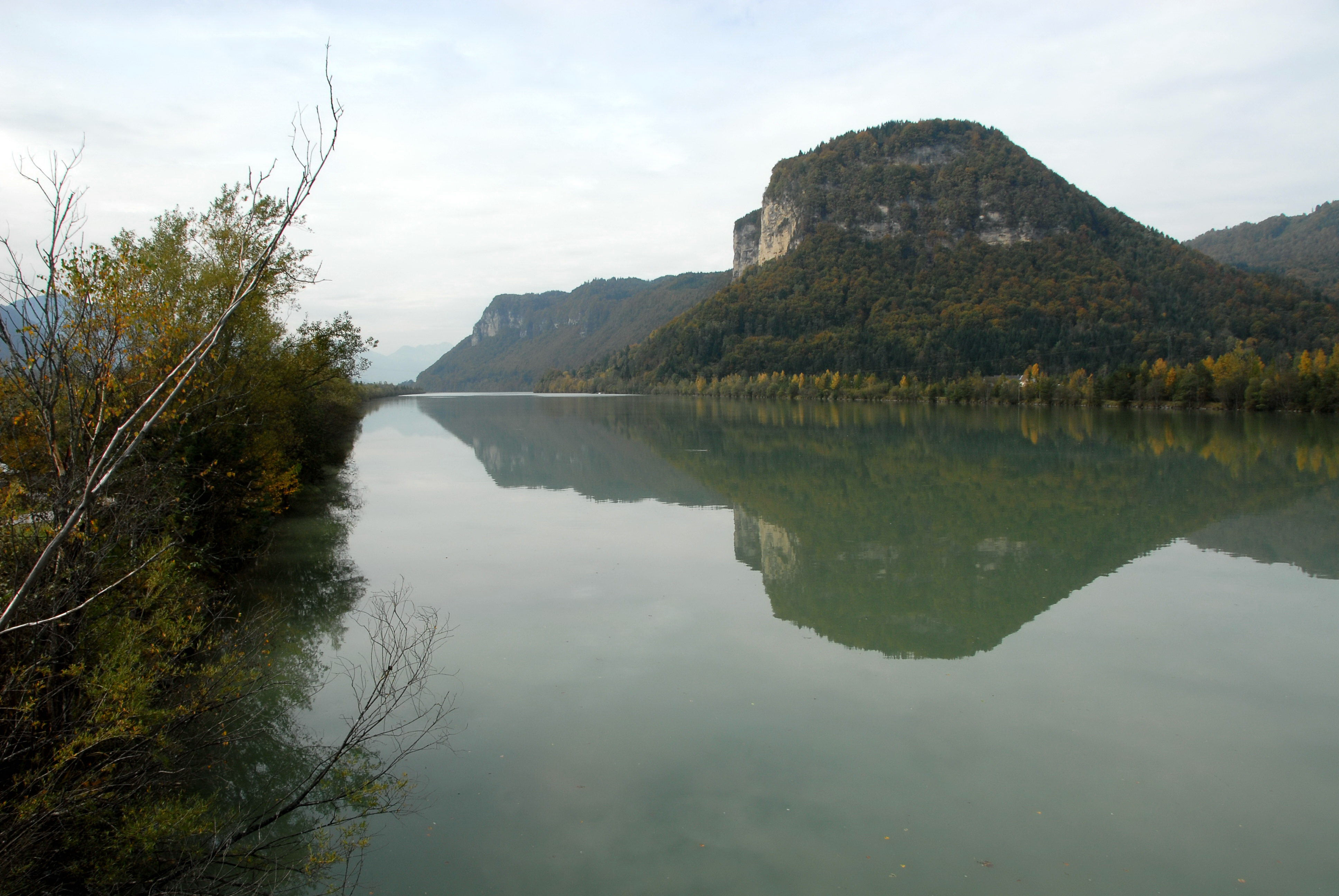
Drau-Stausee bei Rottenstein, Gemeinde Ebenthal

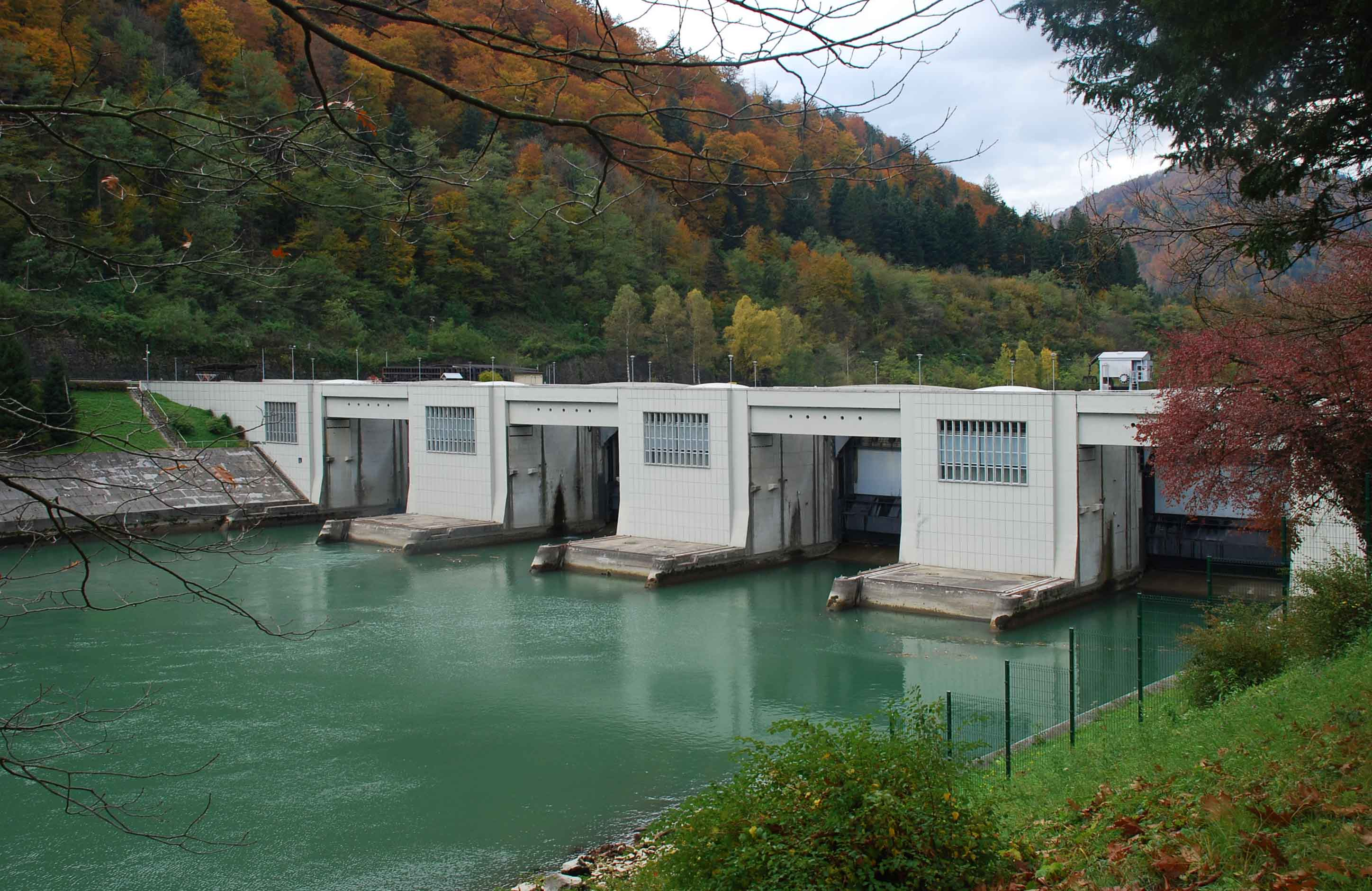
Kraftwerk Ožbalt

Die zehn Laufkraftwerke der Verbund Hydro Power AG (früher ÖDK) tragen mit ihrer maximalen Leistung von zusammen ca. 600 MW und einer jährlichen Energiegewinnung von ca. 2600 Gigawattstunden ca. 3 % zur Deckung des Strombedarfs Österreichs bei (für Kärnten ca. 42 %).
Durch den Kraftwerksbau wurde aus der einstmals wilden Drau eine Kette von Stauseen mit nur wenigen Fließstrecken dazwischen. Dadurch hat sich ihre Ökologie und ihr Habitus völlig geändert.
Kraftwerkbau mit Staustufen basiert auf Aufstau oberhalb und Absenkung des Wasserspiegels unterhalb des jeweiligen Werks. Im Staubereich sind je nach Topografie und Geologie häufig Dämme und Schlitzwände zur Abdichtung gegenüber dem außerhalb anliegenden Grundwasser nötig, im Bereich der Absenkung jedoch Eintiefung des Flussbetts und Stützmauern an den Ufern. Am Kraftwerksstau selbst ist der Staudruck des Wassers auch längs des Gewässers abzudichten. Dem Aus- und Überlauf des Kraftwerks folgt ein betoniertes Tosbecken, um Ausspülung des Bodens zu vermeiden.
All diese Einrichtungen kosten Raum und Errichtungskosten und werden, um das Kraftwerk effizient zu halten, nur so weit dimensioniert, um eine gewisse Abflussmenge Wasser zu bewältigen. Bei Durchfluss über einem kritischen Wert wird planmäßig das Wehr als Bypass des Turbinendurchlasses geöffnet, um Dämme oberhalb des Stauwerks nicht zu überschwemmen. Unterhalb des Stauwerks steigt durch Rückstau des Abflusses der Wasserspiegel. Beide Effekte bewirken eine Reduktion des Gefälles, der Wasserspiegelhöhendifferenz am Kraftwerk, sodass die gewinnbare elektrische Leistung zurückgeht, mitunter bis auf Null.
Durch dynamischen Betrieb kann beschränkte Zeit ein gewisser höherer Abfluss bewältigt werden, indem vor einem zu erwartenden Hochwasser auf Kosten der Stromproduktion der Spiegel eines Stausees vorausschauend abgesenkt wird, sein Inhalt also teilweise abgelassen wird, um für eine kommende Wassermenge Platz zu schaffen. Erst im Abflauen eines Hochwasserereignisses lässt sich die Wirksamkeit einer konkreten Absenkungsstrategie beurteilen.
Kraftwerksbetreiber streichen den Zugewinn an Sicherheit vor Überschwemmung bei Hochwasser heraus. Kritiker weisen auf einen Mangel an Retentionsräumen hin, und dass es durch Kraftwerke zu einer schnelleren Ausbreitung einer Hochwasser-Welle längs eines Flusses kommen kann, die im Fall von nach Osten fließenden Flüssen mit nach Osten ziehenden Regenereignisse interferieren kann.

## Fischwanderung
Nach und nach werden an Draukraftwerken in Österreich Fischaufstiegshilfen gebaut. Die am 28. September 2020 eröffnete Fischtreppe beim Kraftwerk Annabrücke ist die achte Fischaufstiegshilfe an der Drau. Sie hat 3,5 Mio. Euro gekostet, weist 172 Becken auf und ist mit 26 m Höhe die höchste Europas. Der Aufstieg der Fische wird gefilmt und wissenschaftlich untersucht.
An zehn der elf Draukraftwerke wurden den Betreibern der Bau von Fischaufstiegshilfen vorgeschrieben. Mit Stand Oktober 2020 sind mit Annabrücke bereits acht errichtet, voraussichtlich 2021 wird die Fischtreppe beim Kraftwerk Ferlach fertiggestellt.

## Hochwasser Oktober 2018
Beim Hochwasserereignis vom 30. Oktober 2018 brach unter der Staustufe St. Martin-Rosegg eine Stützmauer; sie wurde provisorisch mit Steinblöcken repariert. Das Ortszentrum von Rosegg wurde überschwemmt.

## Revisionen
Erneuerung der Maschinen erläutert am Beispiel KrW Feistritz-Ludmannsdorf mit zwei Maschinen aus 1968: Revisionen finden im Winter bei geringerem Wasserangebot des Flusses statt, nur in mehrjährigen Abständen werden dabei die – sonst wasserführenden – Turbinenkammern geöffnet und durch Luken begangen. Vor etwa zehn Jahren, also um 2002, wurden an beiden Kaplanturbinen die Schaufeln getauscht. Wurden die Erstexemplare im Wesentlichen noch durch Guss gestaltet und dann geschliffen, basieren die neuen nun auf viel genaueren Berechnungen und wurden schon durch 3D-CNC-Fräsen geformt. 10-kV-Generatoren haben durch Alterung von elektrischer Isolierung und Vibrationsverschleiß der magnetisierbaren Blechpakete eine Lebenserwartung von etwa 40–50 Jahren. Um nicht von einem Ausfall überrascht zu werden, und damit längeren Stillstand zu riskieren, werden in einem Tauschprogramm des Verbund Konzerns laufend Generatoren zum Ende dieser Periode hin erneuert. Hier ist der Tausch eines ersten Generators – nach 44 Jahren Betrieb – im März 2012 im Gang. Während durch neue, bessere Turbinenschaufeln sich die Ausbeute um 2–3 % erhöhen lässt, gewinnt man durch den moderneren Generator voraussichtlich nur 0,5 % an Wirkungsgrad gegenüber dem alten.

## Slowenien
In Slowenien gibt es Kraftwerke bei Dravograd (deutsch: Unterdrauburg), Vuzenica (Saldenhofen), Vuhred (Wuchern), Ožbalt (St. Oswald an der Drau), Fala (Faal; mit dem Fertigstellungsjahr 1918 das älteste Draukraftwerk), Mariborski otok (Marburger Drauinsel), Melje, Zlatoličje (Golldorf) und Formin.

## Kroatien
In Kroatien gibt es drei Draukraftwerke: KW Varaždin, KW Čakovec und KW Dubrava.

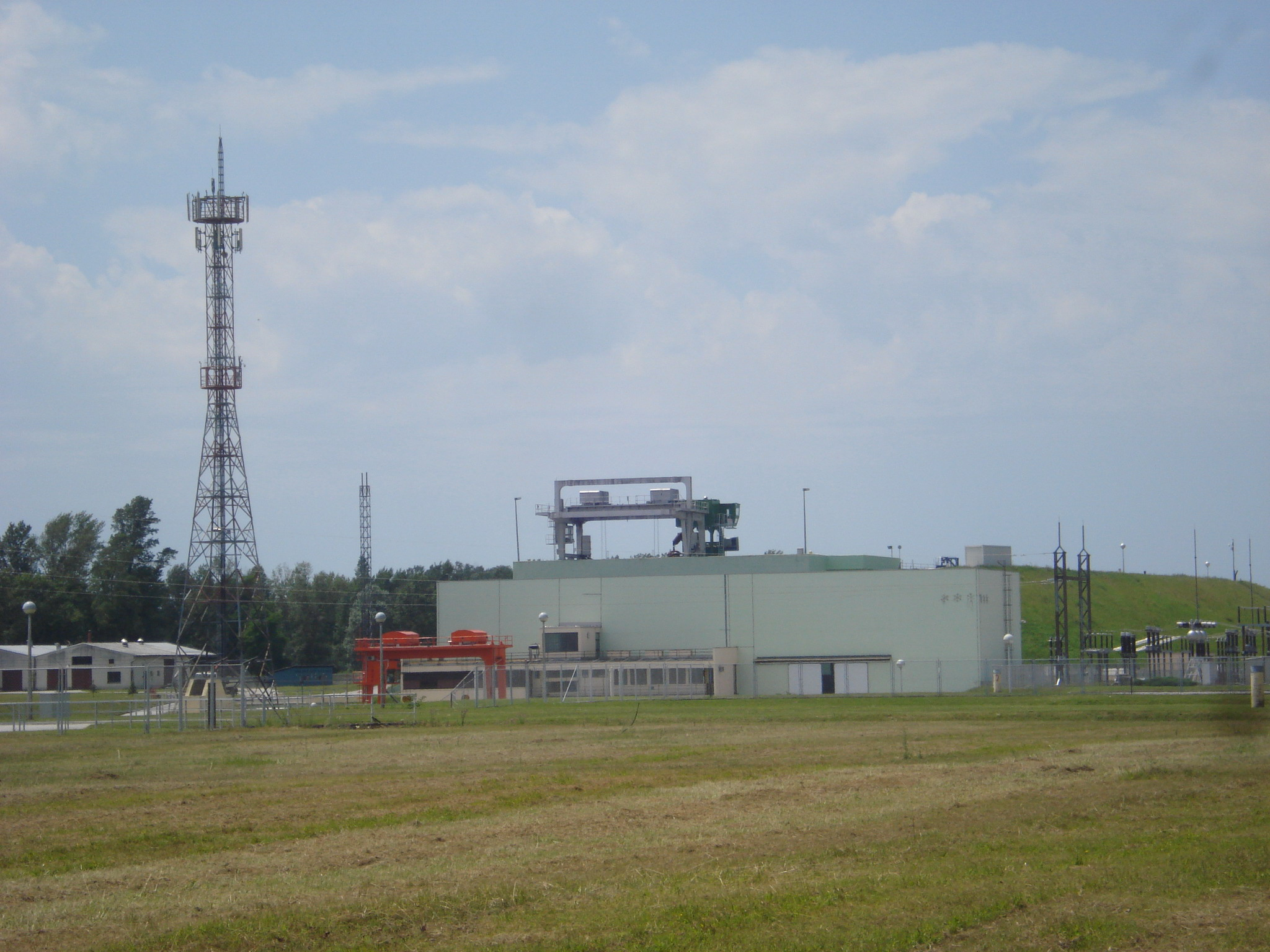
Kraftwerk Čakovec bei Čakovec

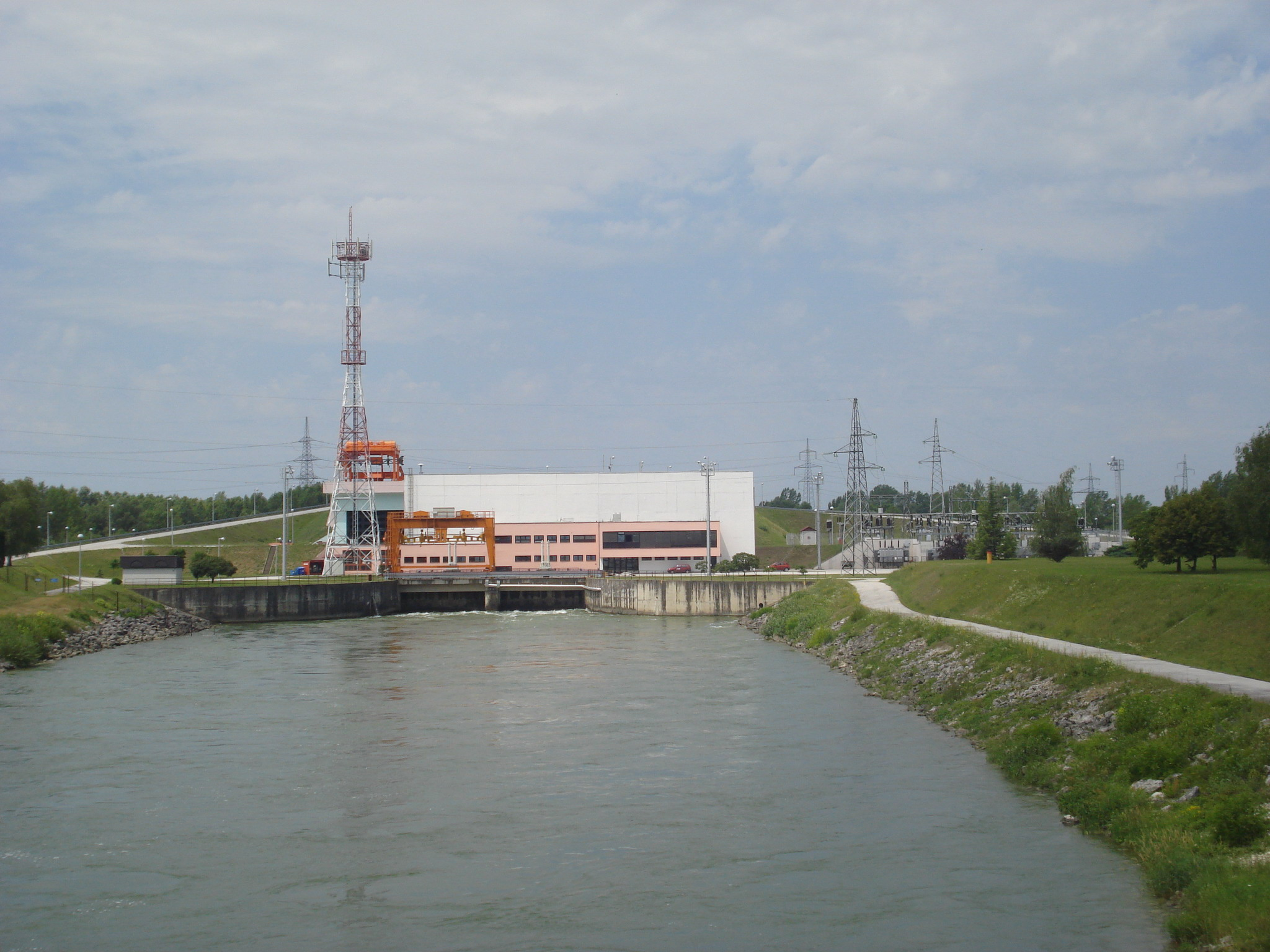
Kraftwerk Dubrava bei Donja Dubrava

## Übersicht
| Abfolge am Fluss | Name bzw. Standort                      | Nenn- leistung (MW) | Regelarbeit (Mio. kWh /Jahr) | Bauzeit, Umbau, Revision          | Staat |
| ---------------- | --------------------------------------- | ------------------- | ---------------------------- | --------------------------------- | ----- |
| 01               | Kraftwerk Amlach                        | 60,00               | 219,00                       | 1984–1989                         | A     |
| 02               | Paternion                               | 23,50               | 95,00                        | 1985–1988                         | A     |
| 03               | Kellerberg                              | 24,60               | 96,00                        | 1982–1985                         | A     |
| 04               | Villach                                 | 24,60               | 100,00                       | 1981–1984                         | A     |
| 05               | KW St. Martin-Rosegg (Rosegg/St. Jakob) | 80,00               | 338,00                       | 1970–1974                         | A     |
| 06               | Feistritz/Ludmannsdorf                  | 88,00               | 354,00                       | 1965–1968                         | A     |
| 07               | Laufkraftwerk Ferlach-Maria Rain        | 75,00               | 318,00                       | 1971–1975                         | A     |
| 08               | Annabrücke                              | 90,00               | 390,00                       | 1976–1981                         | A     |
| 09               | Edling                                  | 87,00               | 407,00                       | 1959–1962                         | A     |
| 10               | Schwabegg                               | 79,00               | 378,00                       | 1939–1943                         | A     |
| 11               | Lavamünd                                | 28,00               | 156,00                       | 1942–1949                         | A     |
| 12               | Kraftwerk Dravograd                     | 26,00               | 142,00                       | 1941–1945, 1994                   | SLO   |
| 13               | Vuzenica (Saldenhofen)                  | 56,00               | 247,00                       | 1947–1957, 1995                   | SLO   |
| 14               | Kraftwerk Vuhred                        | 72,00               | 297,00                       | 1952–1958, 2005                   | SLO   |
| 15               | Ožbalt (St. Oswald an der Drau)         | 73,00               | 305,00                       | 1957–1960, 2005                   | SLO   |
| 16               | Kraftwerk Faal (Fala, Zellnitz)         | 58,00               | 260,00                       | 1913–1918, 1925, 1932, 1977, 1994 | SLO   |
| 17               | Mariborski otok (Marburger Drauinsel)   | 60,00               | 270,00                       | 1942–1948                         | SLO   |
| 18               | Melje (Zusatzwerk beim KW Zlatoličje)   | 0,68                | 5,10                         | 2004(?)                           | SLO   |
| 19               | Zlatoličje (Golldorf)                   | 126,00              | 577,00                       | 1964–1969                         | SLO   |
| 20               | Kraftwerk Formin                        | 116,00              | 548,00                       | 1978                              | SLO   |
| 21               | KW Varaždin bei Varaždin (Warasdin)     | 94,00               | 522,00                       | 1975                              | HR    |
| 22               | KW Čakovec bei Čakovec (Tschakowetz)    | 76,00               | 427,00                       | 1982                              | HR    |
| 23               | KW Dubrava bei Donja Dubrava            | 76,00               | 418,00                       | 1989                              | HR    |